# Максимович, Михаил Михайлович
Максимович Михаил Михайлович (1867 — 1923, Рига) — известный русский врач, основатель лечебных заведений на Рижском взморье. Занимался благотворительной деятельностью, курируя создание учреждений медицинской помощи для бедных слоёв населения (в частности, на территории Московского форшадта).

## Биография
Михаил Максимович — выпускник медицинского факультета Харьковского университета. Практику проходил под руководством известного французского врача, профессора Жана Мартена Шарко. Был членом общества русских медиков, активно участвовал во врачебной деятельности в различных земствах. В том числе Максимович занимался просвещением сельского населения, активно принимал участие в борьбе с эпидемией холеры, курируя проведение различных профилактических мероприятий.
В Риге работал с 1904 года. В 1910-х годах его медицинские ведомства приобрели неслыханную популярность в кругах петербургской творческой интеллигенции, которые часто навещали Прибалтийские губернии до наступления Первой мировой войны.
Во время военных действий под его чутким руководством возникли лазареты для бедных и раненых, он же учредил курсы сестёр милосердия, а для населения, которое в большой степени страдало от военных действий, он организовал сбор пожертвований.
Уже позже, после провозглашения независимой Латвийской республики Максимович через министра здравоохранения нового правительства пролоббировал идею о создании специальной амбулатории для представителей беднейших слоёв населения на территории Московского форштадта. Вскоре небольшая амбулатория превратилась в прекрасно оснащённую больницу со всеми удобствами, в которой всем нуждающимся без промедления оказывалась квалифицированная медицинская помощь.
Ещё раньше произошли два события, которые сделали Максимовича в высшей степени известным среди россиян: в 1906 году на Рижском штранде была открыта водолечебница доктора Максимовича, в 1908 — его санаторий. Оба курортных заведения располагались на территории поселения Эдинбург II, отличались высоким уровнем обслуживания, а их слава гремела как среди местного населения, так и среди приезжих курортников средних лет, которых издавна притягивала спокойная умиротворяющая атмосфера побережья Рижского залива. Его деятельность как профессионального курортолога, оценивающего перспективы местности и её целительный и рекреационный потенциал, способствовали развитию хорошей репутации Рижского взморья. Фактически санаторные учреждения Максимовчиа занимали место за современным концертным залом «Дзинтари».
В 1908 году газета «Рижский вестник», основанная Евграфом Чешихиным, писала в восторженном тоне:

Жителям Риги, проживающим летом на так называемом штранде, известна, конечно, прекрасная лечебница доктора М. Максимовича. Красивое, стильное здание, высящееся на эдинбургских дюнах, невольно привлекает внимание публики, прогуливающейся по берегу моря. По отзыву компетентных людей, лечебница была оборудована по последнему слову науки. Она состоит из ванного отделения (мужского и женского), гидротерапевтического зала с римской баней и кабинета для врачебной гимнастики и массажа. Ванны отпускаются самые разнообразные: из морской воды, серные, грязевые, с прибавлением щелочей, солей, железа, экстрактов.
Этот санаторий вошёл в историю Рижского взморья как первый, на котором можно было отдыхать круглый год.
Валерий Яковлевич Брюсов проходил курс лечения у доктора Максимовича в зимний сезон 1913 года. За те зимние месяцы, что поэт провёл на Рижском взморье, было создано несколько знаковых стихотворений, посвящённых Рижскому взморью, а также лечебнице Михаила Макисмовича. Самому выдающемуся курортологу Брюсов подарил полное собрание сочинений. Можно процитировать строки, которые корифей поэзии Серебряного века посвятил взморью (будущей Юрмале):
…Успокой, как летом, и обрадуй
Бесконечным рокотом валов,
Беспредельной сумрачной усладой
Волн идущих от века веков…
Стихотворение, строки из которого приводятся, было создано в середине декабря 1913 года в курортном заведении М. М. Максимовича. В конце текста Брюсов сделал пометку с указанием на место написания: «Санаторий доктора Максимовича».
Войдя в состав Русского народного демократического союза в самом начале 20-х годов, Максимович занимает пост председателя Комитета по взаимопомощи, при этом свою, условно говоря, «чиновничью» должность ему удаётся совмещать с активной врачебной практикой, при этом своей благотворительной и просветительской деятельности в первой независимой Латвии он также не оставляет.
Максимович скончался в своей квартире на известной рижской Альбертовской улице в доме под номером 4. Сейчас там находится посольство республики Венгрия в Латвии и библиотека имени Николая Задорнова. Тогда же весть об этом прозвучала в номере 212 в газете «Сегодня». Отпевание произошло в рижском Христорождественском Кафедральном соборе, похоронен он был на Покровском кладбище. Могила Максимовича находится рядом с часовней, поименованной в честь Иоанна Крестителя, святого покровителя Иоанна Поммера.